# Lampona garnet
Lampona garnet là một loài nhện trong họ Lamponidae. Loài này được phát hiện ở Queensland.